# Челина (Коњиц)
Челина је насељено мјесто у општини Коњиц, Босна и Херцеговина.

## Становништво
|         | 2013.       | 1991.         | 1981.         | 1971.         |
| Укупно  | 73 (100,0%) | 132 (100,0%)  | 160 (100,0%)  | 156 (100,0%)  |
| Бошњаци | 73 (100,0%) | 122 (92,42%)1 | 146 (91,25%)1 | 134 (85,90%)1 |
| Хрвати  | –           | 10 (7,576%)   | 14 (8,750%)   | 22 (14,10%)   |

1. 1 На пописима од 1971. до 1991. Бошњаци су пописивани углавном као Муслимани.